# Langeoog I
Die Langeoog I ist ein Fährschiff, welches die Nordseeinsel Langeoog bedient. Sie fährt vom Bensersieler Hafen zur Nordseeinsel  Langeoog.

## Das Schiff
Das Schiff wurde 1968 als Fährschiff für Langeoog gebaut. Bis 1979 war es eines der Hauptfährschiffe, seit 1979 ergänzt es Langeoog III und Langeoog IV bei deren Fahrten oder ersetzt diese bei Ausfall.
Langeoog I ist eine reine Passagierfähre. Heute wird das Schiff hauptsächlich für Ausflugsfahrten genutzt.

## Vorgängerschiffe
Zwei andere Schiffe verkehrten bereits unter gleichen Namen von 1896 bis 1951 und 1956 bis 1968 nach Langeoog. Die heutige Etta von Dangast verkehrte von 1956 bis 1968 zwischen der Insel und Bensersiel.